# Sighnak

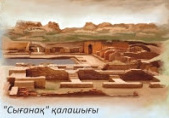
Postal de Sighnak.

Sighnak fou una antiga ciutat de l'Àsia central (avui dia al Kazakhstan, óblast de Khizilordà) que fou capital de l'Horda Blava (Horda Blanca a les fonts perses) tot i que és gairebé desconeguda. El seu districte s'anomenava Farab i estava entre Isfidjab i Djand. El nom en tuc vol dir "lloc de refugi" i es dona en altres llocs, especialment a Transcaucàsia.
Segons Hathon estava situada a les muntanyes de Kara Tau (Kara Tagh) en les que neix el riu Kara Ichuk, afluent del Sirdarià. Klaproth diu que la ciutat estava situada a la riba del Mutkan, un afluent per la dreta del Sirdarià que tenia el seu naixement a les muntanyes Karatau però no esmenta la seva font. Xerif al-Din parla de Sabran i Sighnak com a dues ciutats de frontera del Turquestan i diu que Sighnak estava situada a 40 km d'Otrar; el llibre biogràfic anomenat Tabakatol hanefiyet, de Ketevi, la situa prop de la ciutat de Yassy, moderna Turquestan. L'hongarès Vambery, sense esmentar la font, diu que estava unida a Jand per un canal. Sembla que fou un dels habitants turcs principals de la regió a l'est de la mar Càspia junt amb Yengikent, Sawran o Sabran i algun altra. Mahmud Kashghari diu expressament que era una vila dels oghuz i al-Mukadasi l'associa també amb Otrar que diu estava "24 farsakhs més amunt pujant el riu Sirdarià". De totes aquestes informacions semblava que el lloc més adient era la rodalia de Babai Kurgan i finalment les ruïnes foren identificades a Sunak Kurgan uns quilòmetres al nord-est de Tiumen Arik en la via fèrria Orenburg-Taixkent.
Es creu que al segle x era una ciutat semisedentarària dels turcs oghuz prop de la frontera, on canviaven els seus productes amb els procedents dels estats musulmans del sud. Els hudud al-alam assenyalen que s'hi fabricaven arcs per exportar. La regió fou coneguda com Dar al-Kufr. Al segle xii era capital d'un estat (kanat) dels quiptxaq, encara pagans, i era objecte d'incursions de ghazis, o almenys es coneixen no menys de dues incursions (ghazawat), una el 1152 i una el 1195, procedents de Coràsmia, la segona quan governava a Sighnak el kan Kayir Toku Khan. Però a començament del segle xiii Ala al-Din Muhammad va conquerir el país i el va annexionar al seu imperi, per passar al cap de pocs anys a mans de Genguis Kan, que la va conquerir després d'un setge el 1220, sent la població massacrada.
Annexionada per Tamerlà a finals del segle xiv, el 1427 el kan Burrak Khan de l'Horda Blava i l'Horda d'Or la va reclamar a Xah Rukh fill de Tamerlà, que li va refusar; Burrak va derrotar els timúrides i la va ocupar; els timúrides la van recuperar després de la seva mort (vers 1428) però Abu l-Khayr, fundador del kanat Uzbek, la va conquerir altre cop el 1446. El 1457 s'hi va lliurar a 7 km al sud la batalla Kuk Kashanah o Kök Kašane en què els calmucs van derrotar els uzbeks i Abu l-Khayr va haver d'acceptar la pau que el cap calmuc Uz Timur li va oferir. A la comarca de Sighnak va néixer Muhàmmad Xibani el refundador del kanat Uzbek. Al segle xvi pertanyia als kazakhs i va perdre importància fins a desaparèixer.